# Orodara
Cet article concerne la ville chef-lieu. Pour le département et la commune urbaine, voir Orodara (département).
Orodara est une ville du département et la commune urbaine d’Orodara, située dans la province du Kénédougou dans la région des Hauts-Bassins au Burkina Faso.

## Géographie

### Démographie
Les noms de famille des Siamous sont : Traoré, Barro, Ouattara, Sanou, Diarra, Sanogo, Konaté, Coulibaly.

## Histoire

### Toponymie
Le mot Orodara est d'une déformation de Worodaga qui veut dire en dioula « canari de cola ».

## Administration

### Subdivisions
La ville est subdivisée en sept secteurs urbains :
- Secteur 1 (4 399 habitants)
- Secteur 2 (5 400 habitants)
- Secteur 3 (3 741 habitants)
- Secteur 4 (3 501 habitants)
- Secteur 5 (2 698 habitants)
- Secteur 6 (2 400 habitants)
- Secteur 7 (1 217 habitants)

### Jumelages et accord de coopération
Orodara et la commune française d'Annemasse ont signé une convention de coopération décentralisée en 2014.

## Économie
L'économie est basée sur les produits d'origine agricole. On y cultive également abondamment de bissap, de pois de terre, de fonio et de sorgho.

## Transports
La ville est traversée par la route nationale 8.

## Santé et éducation
Orodara accueille un centre médical avec une antenne chirurgicales ainsi que deux centres de santé et de promotion sociale (CSPS).

## Personnalité liée à la commune
- Minata Samaté Cessouma

### Discographie
- Burkina Faso : réjouissances chez les Siamou, enregistrements collectés à Orodara par Patrick Kersalé, interprétés par la troupe vocale et instrumentale Tingaï, VDE-Gallo, Lausanne, 1997, disque compact (55 min 45 s) + brochure (15 p.)